# Perlesta shawnee
Perlesta shawnee är en bäcksländeart som beskrevs av Scott A.Grubbs 2005. Perlesta shawnee ingår i släktet Perlesta och familjen jättebäcksländor. Inga underarter finns listade i Catalogue of Life.